# Domenico Forges-Davanzati
Domenico Forges-Davanzati (Napoli, novembre 1913 – 31 agosto 1972) è stato un produttore cinematografico italiano.

## Biografia
Figlio del giornalista e politico Roberto Forges Davanzati e di Virginia Cortese, discendente del suo omonimo, il religioso Domenico Forges Davanzati (1742-1810), lavorò nel cinema italiano come produttore dal 1948 per una dozzina di film, collaborando con Coletti, Bragaglia e Capuano. Finanziò alcuni film importanti, diretti da De Santis, Antonioni e Visconti. Creò una propria casa di produzione, la Produzioni Forges Davanzati, che però non ebbe molta fortuna. Nel 1956, dopo I girovaghi di Hugo Fregonese, abbandonò il mondo del cinema. 
Il figlio, Mario Forges Davanzati, lavorerà nel cinema dal 1965 in circa 80 film, dapprima come assistente operatore, poi operatore e infine direttore della fotografia.

## Filmografia

### Produttore
- Cuore di Duilio Coletti (1948)

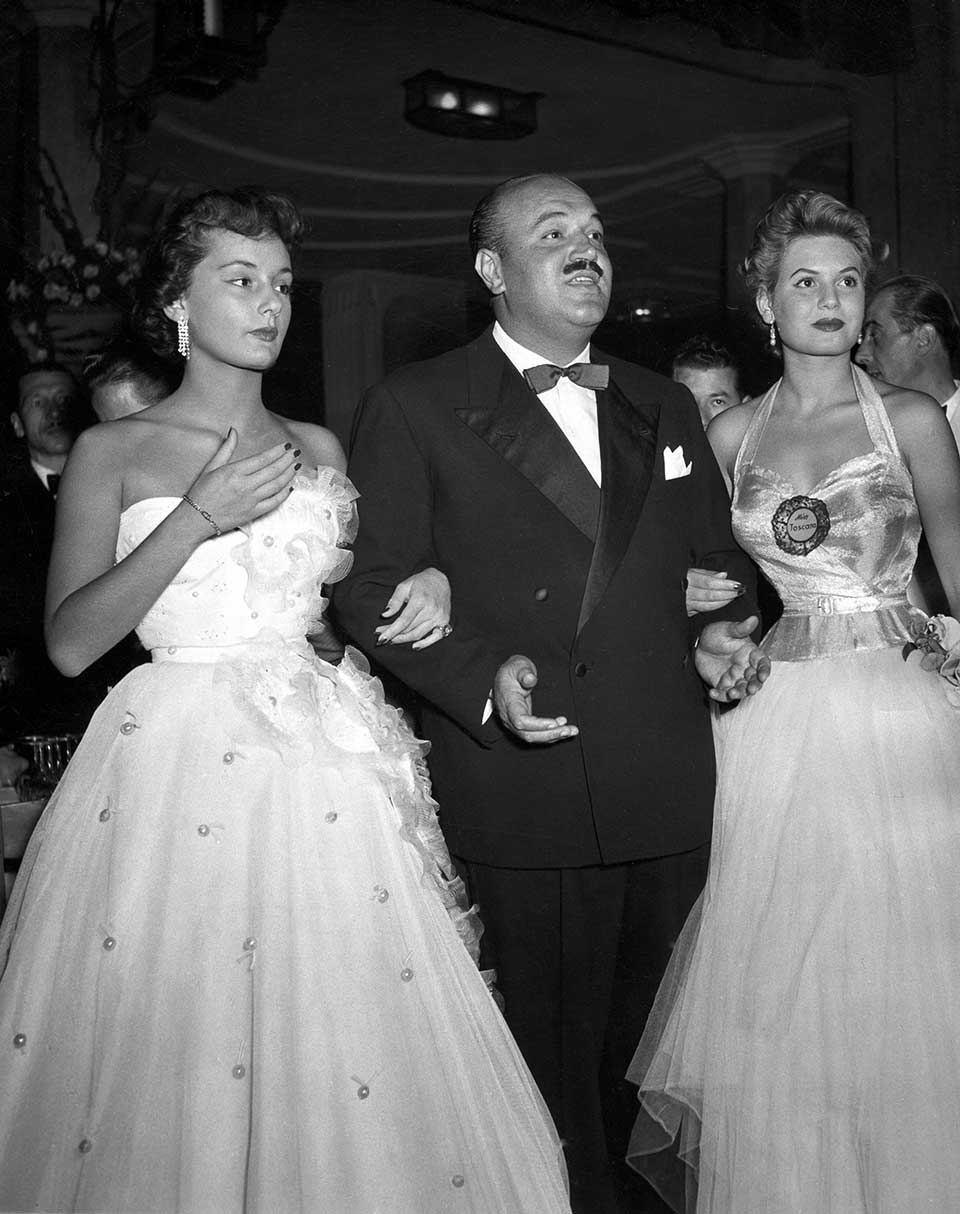
Domenico Forges-Davanzati durante Miss Italia 1952

- Il grido della terra di Duilio Coletti (1948)
- Non c'è pace tra gli ulivi di Giuseppe De Santis (1950)
- Romanzo d'amore di Duilio Coletti (1950)
- L'eroe sono io di Carlo Ludovico Bragaglia (1951)
- Signori, in carrozza! di Luigi Zampa (1951)
- Camicie rosse di Goffredo Alessandrini (1952)
- Ragazze da marito di Eduardo De Filippo (1952)
- La signora senza camelie di Michelangelo Antonioni (1953)
- Un marito per Anna Zaccheo di Giuseppe De Santis (1953)
- Ballata tragica di Luigi Capuano (1954)
- Senso di Luchino Visconti (1954)
- Luna nova di Luigi Capuano (1955)
- I girovaghi di Hugo Fregonese (1956)